# Typhlodromus kazimiae
Typhlodromus kazimiae är en spindeldjursart som först beskrevs av Denmark och Muma 1978.  Typhlodromus kazimiae ingår i släktet Typhlodromus och familjen Phytoseiidae. Inga underarter finns listade i Catalogue of Life.